# Juan Hurtado de Mendoza
Juan Hurtado de Mendoza (Guadalajara, 1548 - Roma, 6 de janeiro de 1592) foi um cardeal do século XVII.

## Biografia
Nasceu em Guadalajara em 1548. Quarto filho de Diego Hurtado de Mendoza, 5º Conde de Saldaña, e de María de Mendoza y Fonseca, herdeira do Marquês de Cenete, filho mais velho do Cardeal Pedro Gonzalez de Mendoza (1473), também conhecido como "El Gran Cardenal". Ele também está listado como Juan de Mendoza. Conhecido por sua beleza, ele era chamado de "el bello español" (o belo espanhol). Outros cardeais da família foram Diego Hurtado de Mendoza y Quiñones (1500); Íñigo López de Mendoza y Zúñiga (1530); e Francisco Mendoza de Bobadilla (1544).
Estudou na Universidade de Alcalá (filosofia e teologia).
Assim que foi ordenado sacerdote, Filipe II nomeou-o arquidiácono de Guadalajara (cargo no qual sucedeu a ninguém menos que García de Loaysa, e mais tarde também foi cônego do capítulo da catedral de Salamanca. Em 1572, sua mãe lhe legou alguns bens. Pouco depois foi nomeado cônego do capítulo da catedral metropolitana de Toledo, e depois decano da igreja de Talavera..
Por proposta de Filipe II, Dom Juan Hurtado de Mendoza foi criado cardeal-sacerdote no consistório de 18 de dezembro de 1587; recebeu o gorro vermelho e o título de S. Maria Traspontina, em 6 de março de 1589. Imediatamente após sua nomeação, mudou-se para Roma. O papa pediu-lhe que renunciasse ao decanato de Talavera, o que ele fez com relutância; em um consistório durante o pontificado do Papa Gregório XIV, o cargo foi devolvido a ele. Participou do primeiro conclave de 1590, que elegeu o Papa Urbano VII. Participou do segundo conclave de 1590, que elegeu o papa Gregório XIV. Participou do conclave de 1591, que elegeu o Papa Inocêncio IX. Protetor da Espanha perante a Santa Sé.
Morreu em Roma em 6 de janeiro de 1592, de cálculo (provavelmente cálculos renais), durante a sé vacante. Depositado na igreja da Companhia de Jesus, Roma; e depois transferido para a Espanha, foi enterrado no túmulo de seus antepassados em Guadalajara..